# Anosia bipuncta
Anosia bipuncta är en fjärilsart som beskrevs av Talbot 1943. Anosia bipuncta ingår i släktet Anosia och familjen praktfjärilar. Inga underarter finns listade i Catalogue of Life.